# Џаспер (Тенеси)
Џаспер (енгл. Jasper) град је у америчкој савезној држави Тенеси.

## Демографија
По попису из 2010. године број становника је 3.279, што је 65 (2,0%) становника више него 2000. године.
| Група             | 2000.         | 2010.         |
| Белци             | 2.872 (89,4%) | 2.911 (88,8%) |
| Афроамериканци    | 236 (7,3%)    | 259 (7,9%)    |
| Азијати           | 21 (0,7%)     | 15 (0,5%)     |
| Хиспаноамериканци | 39 (1,2%)     | 51 (1,6%)     |
| Укупно            | 3.214         | 3.279         |